# A. H. Davenport and Company

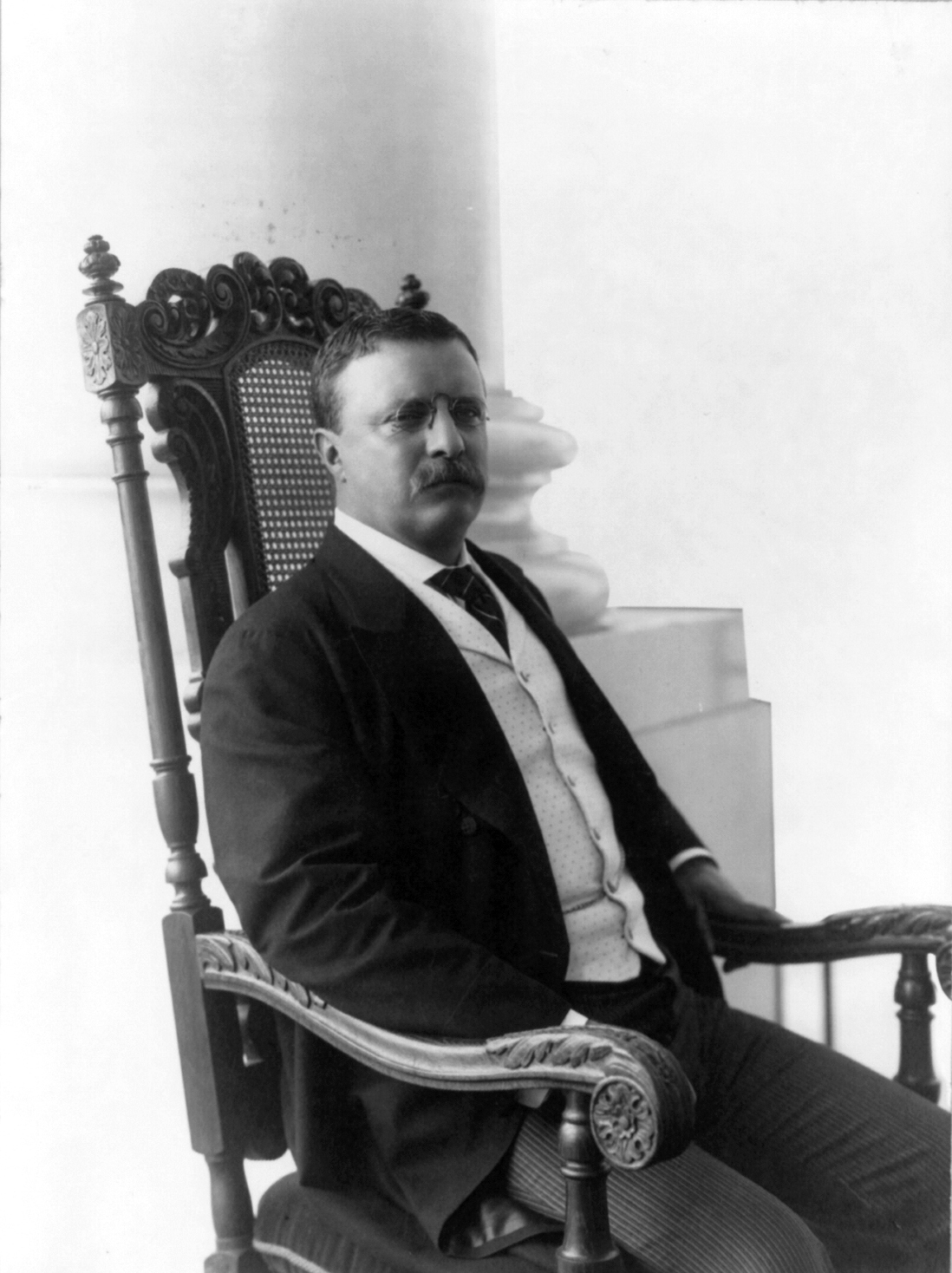
T. Roosevelt in einem Stuhl der Marke

A. H. Davenport and Company war ein amerikanischer Möbelhersteller, Möbeltischler und Innenausstatter vom Ende des 19. und Anfang des 20. Jahrhunderts. Mit Sitz in Cambridge, Massachusetts, verkaufte sie Luxusartikel in ihren Ausstellungsräumen in Boston und New York City und produzierte Möbel und Inneneinrichtungen für viele bemerkenswerte Gebäude, darunter das Weiße Haus. Das Wort „davenport“, das ein kastenförmiges Sofa oder Schlafsofa bedeutet, stammt von der Firma.

## Geschichte
Das Unternehmen wurde von Albert H. Davenport (1845–1905) gegründet, der 1866 als Buchhalter bei der Boston Furniture Company begann und das Unternehmen um 1880 nach dem Tod des Eigentümers kaufte. Er änderte den Namen des Unternehmens und erweiterte es, indem er einen Ausstellungsraum in New York City eröffnete. Es produzierte hochwertige und maßgefertigte Möbel, die es neben Stoffen, Tapeten, Eisenwaren, Dekorationsartikeln und Qualitätswaren verschiedener Hersteller im Einzelhandel verkaufte. Einer der ersten großen Aufträge für Davenport waren 225 Möbelstücke und Dekorationsgegenstände für den Iolani-Palast in Honolulu, Hawaii.

## H.H. Richardson
Das Unternehmen ging eine enge Beziehung mit dem Architekten H. H. Richardson ein. Die Boston Furniture Company-Davenport & Co. fertigte wahrscheinlich die Möbel für seine Winn Memorial Library (1879) in Woburn, Massachusetts, an. Davenport & Co. fertigte die Möbel und Inneneinrichtungen für seine Thomas Crane Public Library (1881) in Quincy, Massachusetts, seine Billings Library (1883) in Burlington, Vermont, und seine Converse Memorial Library (1885) in Malden, Massachusetts, an.
Richardson entwarf den New York Court of Appeals Room (1883–1884) im dritten Stock des New York State Capitols in Albany. Davenport & Co. führten seine hoch geschnitzten Kabinettarbeiten und Möbel im byzantinisch-romanischen Stil aus. Lord Coleridge, Lord Chief Justice von England und Wales, beschrieb ihn als „den schönsten Gerichtssaal der Welt“. 1916 wurde Richardsons Gerichtssaal abgebaut und in das New Yorker Court of Appeals Building verlegt.
1885 engagierte Davenport einen Architekten aus Richardsons Büro, Francis H. Bacon, als seinen Chefdesigner. Bacon wurde bald zum Vize-Präsidenten von Davenport & Co. befördert.
Richardson starb 1886. Die Esszimmermöbel für sein John J. Glessner House (1885–87) in Chicago, Illinois, wurden von einem Teilhaber, Charles Coolidge, entworfen und von Davenport & Co. ausgeführt. Coolidge entwarf auch den Schreibtisch im Arbeitszimmer. Das maßgefertigte Gehäuse für den Steinway-Flügel wurde von der Firma hergestellt und wird Bacon zugeschrieben.
Das Warder Mansion (1885–1888) in Washington, D.C. war eines der letzten Gebäude Richardsons. Davenport & Co. stellten die Möbel her, aber es ist unklar, ob das Design teilweise Richardson oder vollständig Bacon zugeschrieben werden kann.